# Reworked
Reworked jest szóstym albumem grupy Aural Planet.

## Spis utworów
1. Radiowaves (Original Mix)
2. Upsilon (Darktronic Mix)
3. Necrodelica (Fullon Mix)
4. Propaganda (Ingarden Remix)
5. Paleo (Itoa Care Remix)
6. Start & Finish (Original Mix)
7. Have You Ever Been (Remix Feat. B'kidz)
8. Hydropoetry Cathedra (Audiovideosausage Crankshaft Remix)
9. Hydropoetry Cathedra (Manmademan Remix)
10. Hydropoetry Cathedra (Auto Plagiarism Mix)
11. Exposure (Aes Dana Remix)